# Фелікс Комолонг
Фелікс Комолонг (нар. 6 березня 1997, Лае, Папуа Нова Гвінея) — папуаський футболіст, захисник клубу «Хекарі Юнайтед» та збірної Папуа Нової Гвінеї.

## Клубна кар'єра
В юності Фелікс Комолонг провів один рік у клубі «Остербі» із Шлезвіг-Гольштейну в Німеччині. Там він виступав під керівництвом тренера Герберта Ванделя. Під його керівництвом Фелікс покращив стартову та дистанційну швидкість, а також вміння працювати на фланзі. Згодом сам Комолонг відзначив, що цей досвід допоміг йому в майбутньому.
Фелікс Комолонг почав свою кар'єру в клубі Беста Юнайтед ПНГ, який грав у вищому дивізіоні чемпіонату Папуа Нової Гвінеї з футболу. Клуб займає особливе місце в турнірних змаганнях, оскільки він повністю складається з гравців збірної Папуа Нової Гвінеї U-20. У той же час Фелікс відвідував коледж англіканський Королівський коледж в Окленді, Нова Зеландія. Там він грав в юніорській команді «Фьорст XI».
Завдяки добрим стосунками Вінтона Руфера з клубом «Вердером», німецький клуб звернув увагу на Фелікса. Наприкінці вересня 2014 року його було запрошено на 3-тижневий збір в Німеччині.
Після завершення навчання в Новій Зеландії у грудні 2015 року він разом зі своїм старшим братом Елвіном Комолонгом перейшов до клубу ФК «Маданг». У лютому 2016 року Фелікс Комолонг перейшов на правах оренди до «Хекарі Юнайтед», з яким він виступав у Лізі чемпіонів ОФК.

## Кар'єра у збірній
Його першим міжнародним досвідом стала поява у збірній Папуа Нової гвінеї U-17 в 2013 році на Кубку націй ОФК U-17. Там він брав участь у чотирьох з п'яти матчів своєї збірної. Завдяки своїм вдалим виступам, головний тренер збірної Папуа Нової Гвінеї U-20 Вінтон Руфер перевів його до цієї команди. Під час Кубку націй ОФК U-20, який проходив у травні 2014 року на Фіджі, він був капітаном тієї збірної.
Як гравець збірної Папуа Нової Гвінеї U-23 разом з іншими в липні 2015 року виступав на домашніх для збірної 14-их Тихоокеанських іграх, на яких став бронзовим призером. У березні 2016 року головний тренер дорослої національної збірної Флеммінг Серріслев запросив Фелікса до тренувального табору збірної. Для участі в Кубку націй ОФК 2016 року серед інших гравців було викликано й Фелікса Комолонга та його брата. Фелікс Комолонг відіграв 5 поєдинків (Кубок націй ОФК 2016 був складовою частиною кваліфікації до Чемпіонату світу), він зіграв у фіналі, півфіналі та трьої матчах групового етапу. Загалом у футболці головної збірної країни Фелікс зіграв 6 поєдинків.

## Особисте життя
Комолонг має німецько-папуаське походження. Його батьки — Бірте та Міок Комолонг. Дідусь та бабуся по батьковій лінії, кузени та молодший брат проживають в місті Хуттен, Шлезвіг-Гольштейн, Німеччина. З 12-річного віку Комолонг протягом півтора року проживав у Німеччині. Фелікс має старшого на два роки брата, Елвіна Комолонга, який також є професійним футболістом.

## Титули і досягнення
- Срібний призер Кубка націй ОФК: 2016